# Fabio De Agostini
Fabio De Agostini (* 12. Oktober 1926 in Viù) ist ein italienischer Drehbuchautor und Filmregisseur.

## Leben
De Agostini war Journalist und Dokumentarfilmer, der von 1946 bis 1954 auch als Regieassistent bei Spielfilmen wirkte. Ab 1960 schrieb er Drehbücher zu Filmen von u. a. Sergio Grieco und Sergio Bergonzelli, bereits vier Jahre zuvor hatte er Regie beim Kinderfilm Lauta mancia geführt. In den 1970er Jahren ließ er zwei weitere Filme folgen, darunter der umstrittene und oft geschmähte Le lunghe notti della Gestapo.

## Filmografie (Auswahl)
- 1956: Mario und die Dogge Chita (Lauta mancia) (auch Regie)
- 1962: Der eiserne Capitano (Il capitano di ferro)
- 1971: Das Auge der Spinne (L’occhio del ragno)
- 1971: Belle d’amore (auch Regie)
- 1976: Le lunghe notti della Gestapo (nur Regie)